# Tenis na Letních olympijských hrách 2012

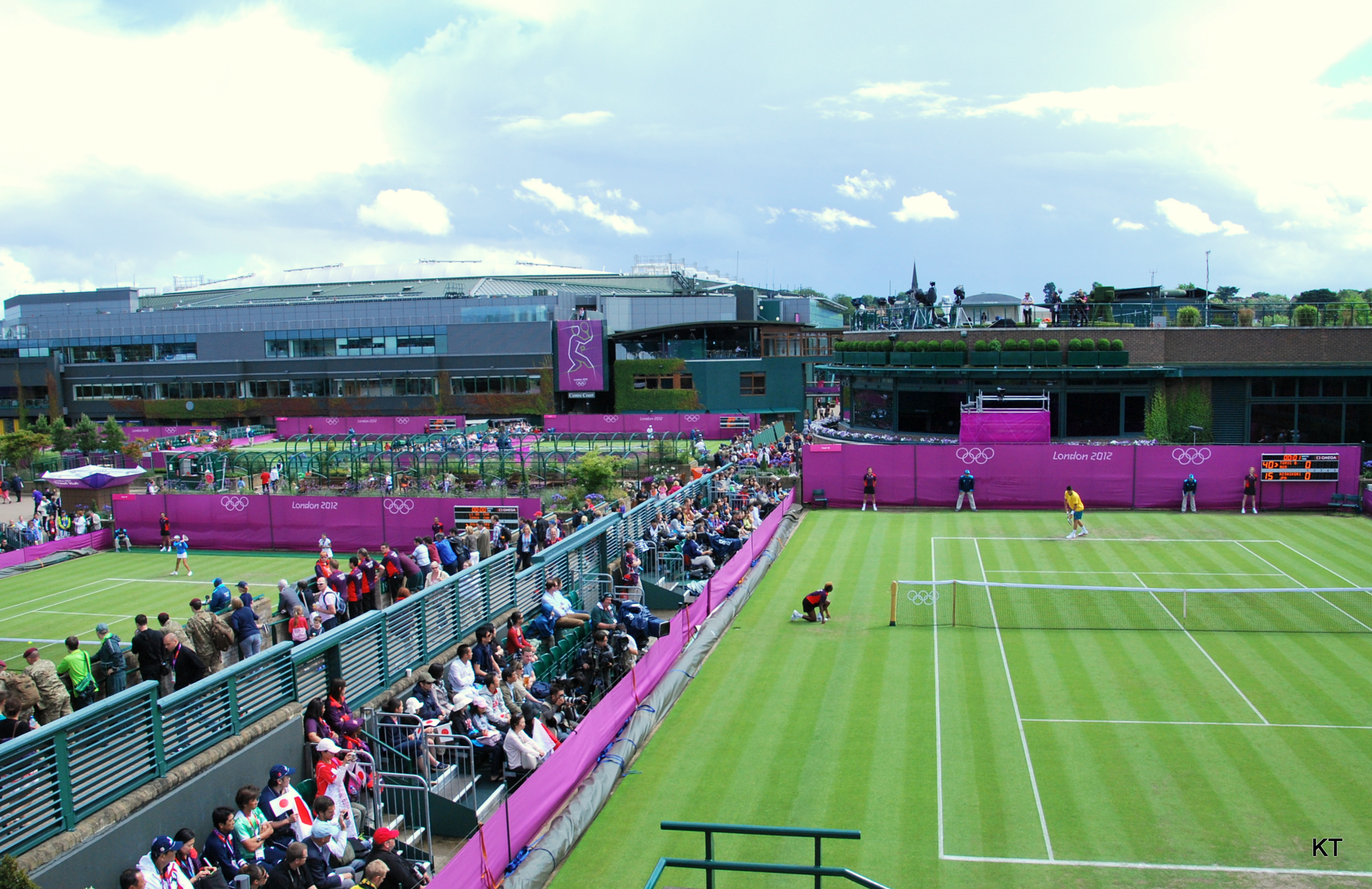
All England Club během olympiády; dvorec č. 18

Tenisový turnaj na Letních olympijských hrách 2012 v Londýně probíhal v období od soboty 28. července do neděle 5. srpna na travnatých dvorcích ve wimbledonském tenisovém areálu All England Lawn Tennis and Croquet Club. Tenisté soutěžili v pěti soutěžích: mužské dvouhře a čtyřhře, ženské dvouhře a čtyřhře a poprvé od LOH 1924 v Paříži také ve smíšené čtyřhře.
Oficiálními organizátory události byly Mezinárodní tenisová federace (ITF) a Mezinárodní olympijský výbor (MOV). Turnaj patřil do profesionálních tenisových okruhů – mužského ATP World Tour, stejně jako ženského WTA Tour. Hráči si za své výkony připsali body do žebříčků ATP a WTA pouze ze soutěží dvouher.

## Turnaj

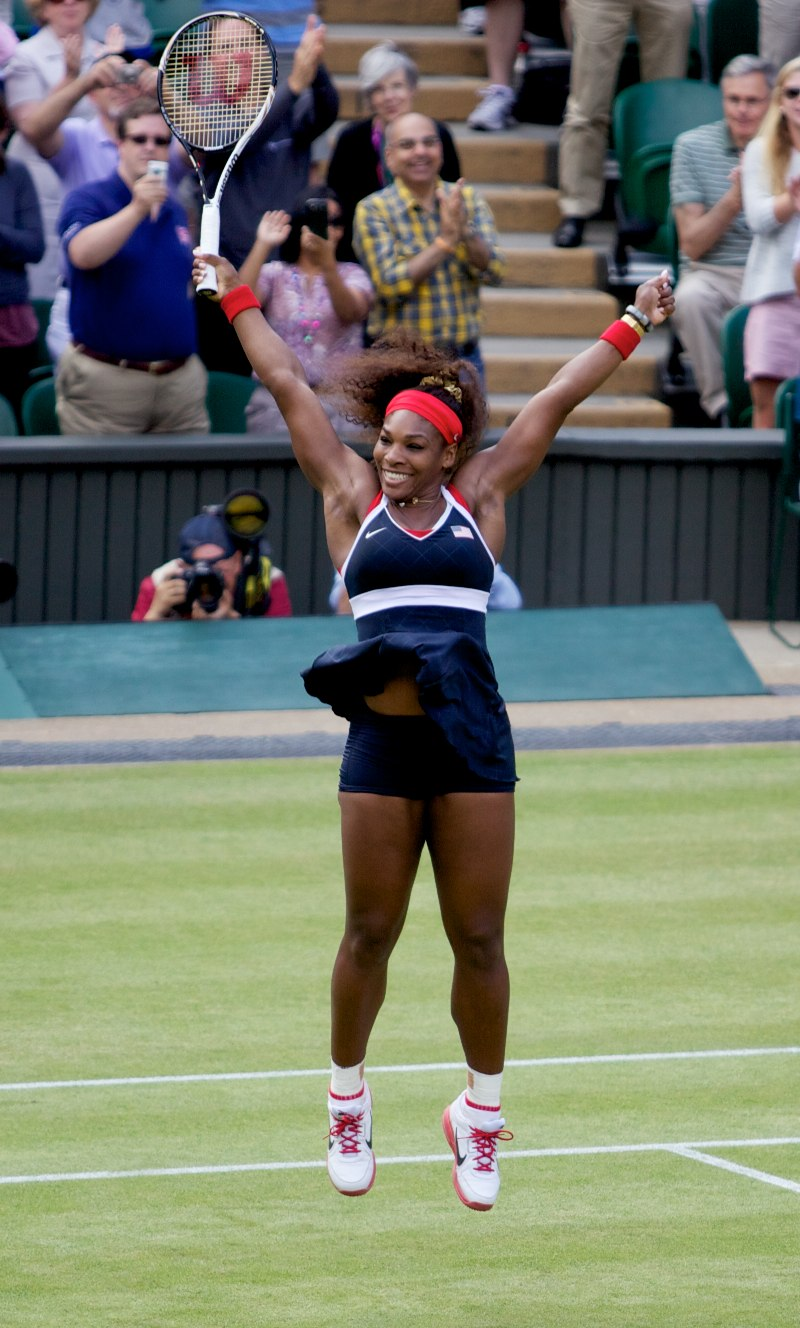
Serena Williamsová vítězí ve dvouhře a dosahuje na Zlatý Grand Slam

Turnaj na Letních olympijských hrách 2012 byl čtrnáctým v olympijském pořadí, včetně dvou turnajů hraných v letech 1968 a 1984, kdy se tenis na olympijských hrách představil ve formě ukázkového sportu, a sedmým v pořadí od znovuzařazení do rodiny olympijských sportů na LOH 1988 v Soulu. Soutěž smíšených čtyřher se v rámci oficiálního programu uskutečnila po osmdesáti osmi letech, poprvé od roku 1924, kdy zlaté medaile získal americký pár Hazel Wightmanová a Richard Norris Williams, respektive premiérově od letní olympiády 1968, na níž byl mix také představen.
Událost se konala na travnatých dvorcích All England Clubu tři týdny po skončení třetího grandslamu sezóny a 126. ročníku nejslavnějšího turnaje světa ve Wimbledonu. První utkání dne byla rozehrána v 11.30 hodin místního času. Od semifinále byl jejich začátek určen na 12.00 hodinu. Hrálo se přibližně do dvacáté hodiny v závislosti na viditelnosti. Tenisté nemuseli dodržovat wimbledonskou tradici odívat se do bílého oblečení, naopak doporučené byly oděvy obsahující státní barvy účastníků. Dvorce nesly olympijskou symboliku a turnaj probíhal na dvanácti kurtech včetně centrálního dvorce, kurtů č. 1 a č. 2. Pro rozehrání slouží dvorec č. 3. Na organizaci se spolu s ITF a MOV také podílel pořádající tenisový oddíl All England Club.

## Rekordy
Zápas druhého kola mužské dvouhry mezi čtvrtým nasazeným Jo-Wilfriedem Tsongou a Kanaďanem Milosem Raonicem skončil výsledkem 6–3, 3–6 a 25–23. Byl v něm odehrán rekordní počet 66 gamů, nejvíce v jediném zápasu hraném na dva vítězné sety v historii olympijských her. Hráči tak překonali rekordní počet 63 her v zápase úvodního kola ženské čtyřhry na LOH 1988 v Soulu mezi kanadskou dvojicí Carling Bassett-Segusovou a Jill Hetheringtonovou, které zdolaly Argentinky Mercedes Pazovou a Gabrielu Sabatiniovou v poměru 7–6, 5–7 a 20–18. Současně se jednalo nejdelší olympijský zápas, jehož dobu trvání překonalo o dva dny později hrané semifinále mezi Federerem a del Potrem.
Semifinálové utkání mužského singlu, ve kterém Roger Federer zdolal Juana Martína del Potra 3–6, 7–6 a 19–17, bylo nejdelším zápasem hraným na dvě vítězné sady v otevřené éře tenisu. Jeho doba trvání činila 4 hodiny a 26 minut, čímž překonalo rekord o 23 minut, který drželo semifinále Novaka Djokoviće a Rafaela Nadala z turnaje Mutua Madrilena Madrid Open 2009.
Serena Williamsová se ziskem zlaté medaile v ženské dvouhře stala po Steffi Grafové druhou tenistkou historie, která získala kariérní Golden Slam, tj. vyhrála na všech čtyřech grandslamech a také soutěž olympijských her ve dvouhře. Současně se stala prvním tenistou, včetně mužů, který zkompletoval Golden Slam ve dvouhře i čtyřhře.
Ziskem zlaté medaile v ženské čtyřhře se sestry Serena a Venus Williamsovy staly prvními tenistkami, včetně mužských kategorií, které dokázaly vyhrát olympijskou soutěž třikrát. Předešlé dva tituly získaly v letech 2000 a 2008.

## Přehled medailí

### Medailisté
| Soutěž          | Zlato                                                                 | Stříbro                                              | Bronz                                                       |
| Mužská dvouhra  | Andy Murray · Velká Británie (GBR)                                    | Roger Federer · Švýcarsko (SUI)                      | Juan Martín del Potro · Argentina (ARG)                     |
| Mužská čtyřhra  | Bob Bryan · Mike Bryan · Spojené státy americké (USA)                 | Michaël Llodra · Jo-Wilfried Tsonga · Francie (FRA)  | Julien Benneteau · Richard Gasquet · Francie (FRA)          |
| Ženská dvouhra  | Serena Williamsová · Spojené státy americké (USA)                     | Maria Šarapovová · Rusko (RUS)                       | Viktoria Azarenková · Bělorusko (BLR)                       |
| Ženská čtyřhra  | Serena Williamsová · Venus Williamsová · Spojené státy americké (USA) | Andrea Hlaváčková · Lucie Hradecká · Česko (CZE)     | Maria Kirilenková · Naděžda Petrovová · Rusko (RUS)         |
| Smíšená čtyřhra | Viktoria Azarenková · Max Mirnyj · Bělorusko (BLR)                    | Laura Robsonová · Andy Murray · Velká Británie (GBR) | Lisa Raymondová · Mike Bryan · Spojené státy americké (USA) |

### Pořadí národů
| Pořadí       | Země                         | Zlato | Stříbro | Bronz | Celkem |
| 1.           | Spojené státy americké (USA) | 3     | 0       | 1     | 4      |
| 2.           | Velká Británie (GBR)         | 1     | 1       | 0     | 2      |
| 3.           | Bělorusko (BLR)              | 1     | 0       | 1     | 2      |
| 4.           | Francie (FRA)                | 0     | 1       | 1     | 2      |
| 4.           | Rusko (RUS)                  | 0     | 1       | 1     | 2      |
| 6.           | Česko (CZE)                  | 0     | 1       | 0     | 1      |
| 6.           | Švýcarsko (SUI)              | 0     | 1       | 0     | 1      |
| 8.           | Argentina (ARG)              | 0     | 0       | 1     | 1      |
| Sady medailí | Sady medailí                 | 5     | 5       | 5     | 15     |

## Kvalifikační kritéria

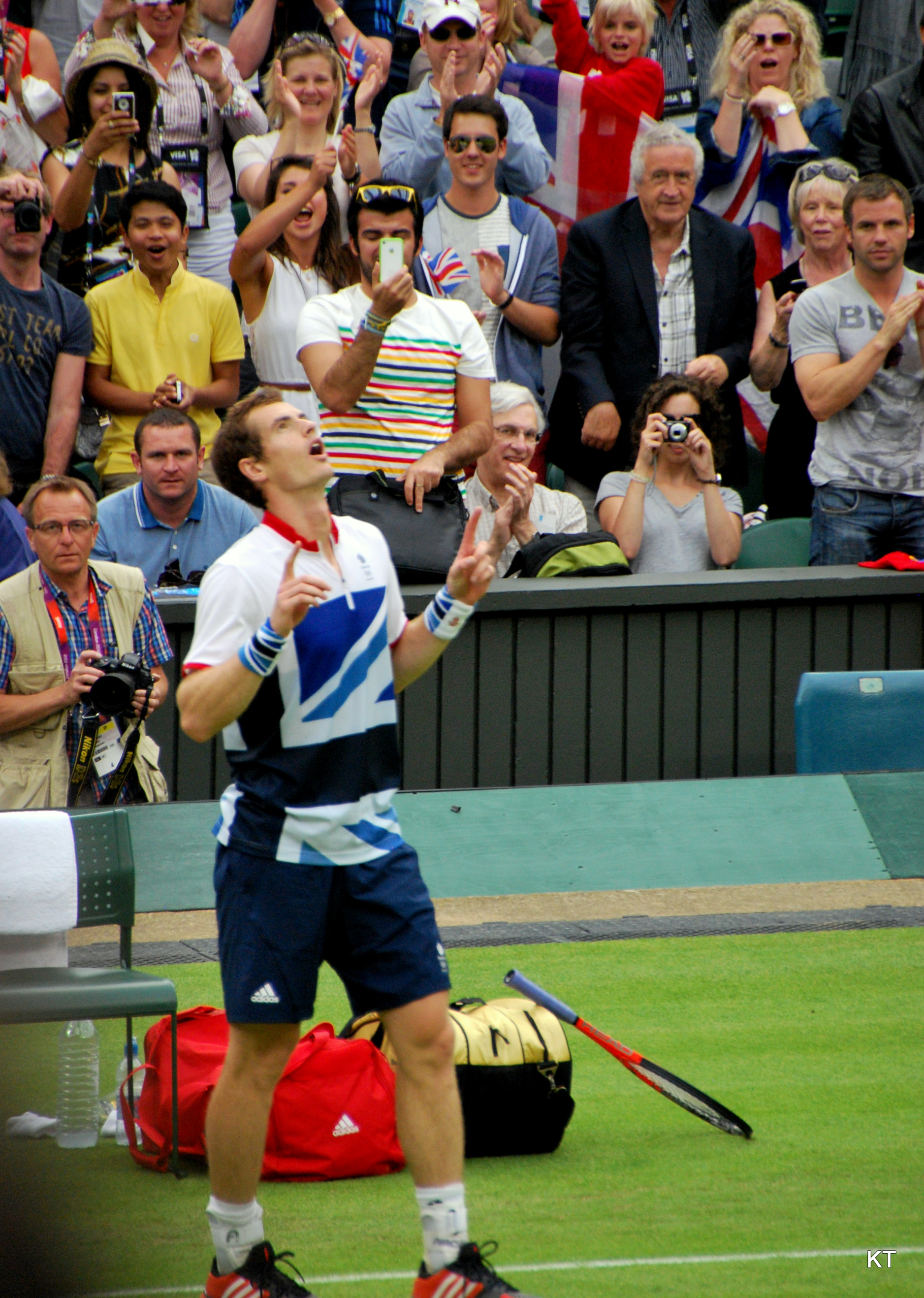
Brit Andy Murray se právě stal olympijským vítězem ve dvouhře

Oznámení kvalifikovaných hráčů učinila Mezinárodní tenisová federace 26. června 2012. Umístění hráčů a hráček na žebříčcích ATP a WTA bylo použito z pondělí 11. června 2012. Každý národní olympijský výbor (NOV) mohl nominovat maximálně šest tenistů a šest tenistek, z toho až čtyři jednotlivce do dvouhry a dva páry do každé soutěže čtyřhry.
Pro účast na olympijských hrách museli všichni tenisté nastoupit v letech 2009–2012 alespoň ke dvěma mezistátním utkáním ve Fed Cupu či Davis Cupu, z toho k jednomu v období 2011–2012.

### Dvouhra
56 nejvýše postavených tenistů na žebříčku ATP a tenistek na žebříčku WTA z pondělního hodnocení 11. června 2012, kteří byli schopni zasáhnout do turnaje, se automaticky klasifikovalo do soutěží dvouher. Limitujícím faktorem byla účast maximálně čtyř olympioniků z jednoho národního olympijského výboru v singlové soutěži. Pokud byli mezi prvními padesáti šesti hráči schopnými nastoupit více než čtyři tenisté konkrétního výboru, pak do turnaje mohli zasáhnout pouze čtyři nejvýše klasifikovaní. Místa klasifikovaných na pátém a dalších místech v redukovaných národních žebříčcích nahradili tenisté umístění za 56. pozicí, kteří současně splňovali podmínku hranice čtyř olympioniků na jeden národní výbor. Zbylých osm míst do počtu 64 hráčů soutěže ve dvouhře bylo uděleno ve formě divokých karet, šest z nich rozdělil Olympijský výbor ITF dalším olympijským účastníkům a poslední dvě byly v gesci Mezinárodního olympijského výboru, který je přidělil tenistům z málo zastoupených států. Mezinárodní olympijský výbor se později rozhodl využít práva na pozvání pouze v ženské dvouhře.

### Mužská a ženská čtyřhra

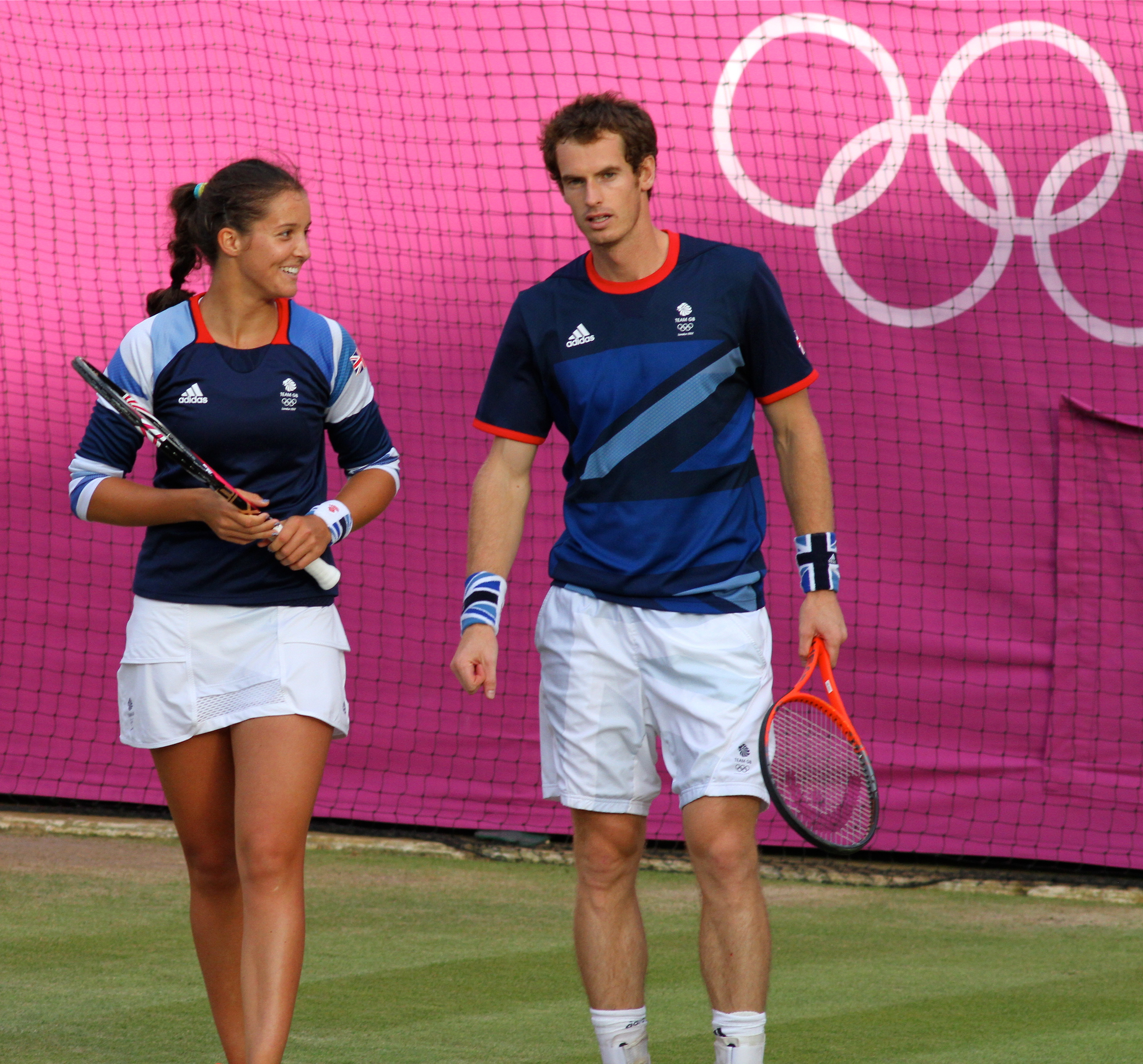
Stříbrní z mixu Robsonová a Murray

V soutěžích čtyřher se automaticky do turnaje kvalifikovalo prvních dvacet čtyři párů na kombimonavých žebříčcích ATP a WTA z pondělní klasifikace z 11. června 2012 s podmínkou maximálně dvou párů na jeden národní olympijský výbor (pár musel být tvořen olympioniky z jednoho státu). Kombinovaný žebříček ATP či WTA představoval součet pořadí v této klasifikaci u dvou hráčů tvořících jeden pár. Každému hráči bylo započítáno vyšší umístění, na kterém figuroval buď ve dvouhře, nebo ve čtyřhře. Následný prostý součet obou umístění byl kritériem pro účast v soutěži. Dvojice s nejnižšími součty do 24. místa si tuto účast zajistily.
Hráči, kteří byli klasifikováni mezi nejlepšími deseti hráči deblového žebříčku (nikoli v žebříčku párů), měli automaticky zajištěný start ve smyslu možnosti nastoupit se spoluhráčem–krajanem, přestože nemuseli figurovat jako dvojice na kombinovaném žebříčku mezi prvními 24 páry. Zbylých osm míst do počtu 32 účastníků soutěže čtyřher bylo rozděleno ve formě divokých karet Olympijským výborem ITF.

### Smíšená čtyřhra
Národní olympijský výbor mohl vyslat maximálně dvě dvojice, a v takovém případě by každá z nich hrála v jiné polovině pavouka. Do mixu mohli nastoupit pouze tenisté, kteří již hráli dvouhru a/nebo čtyřhru. Dvanáct přihlášených párů se automaticky kvalifikovalo na základě kombinovaného žebříčku ATP a WTA. Ten představuje součet pořadí klasifikací u muže (ATP) a ženy (WTA) tvořících jeden pár. Každému účastníku bylo započítáno vyšší umístění, na kterém figuroval buď ve dvouhře, nebo ve čtyřhře. Následný prostý součet obou umístění byl kritériem pro účast v soutěži. Dvojice s nejnižšími součty do 12. místa si tuto účast zajistily. Další čtyři místa přidělila smíšeným dvojicím ITF ve formě pozvání.

## Sportoviště

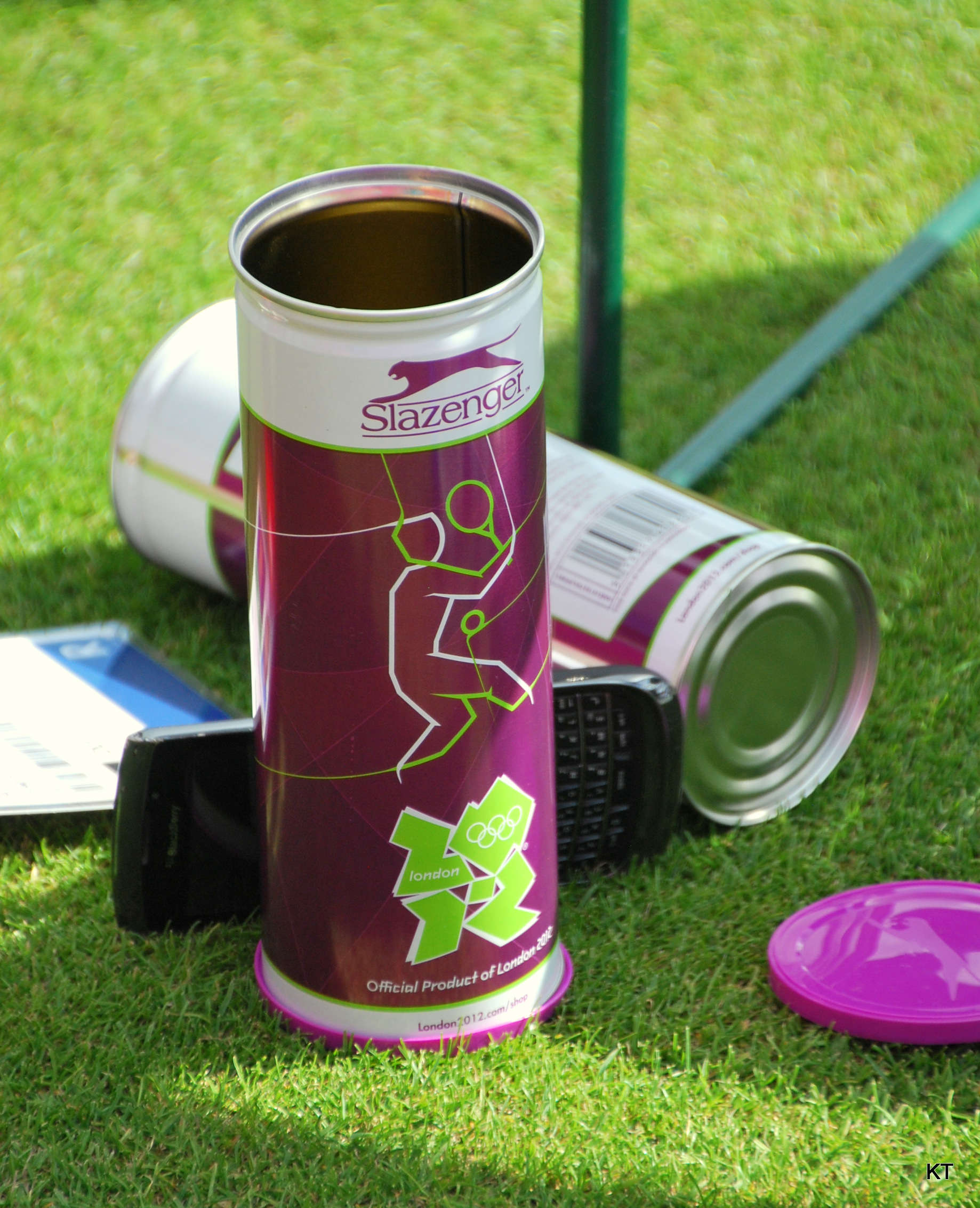
Oficiální míče s piktogramem tenisu na londýnských hrách

Tenisové soutěže byly hrány na dvorcích All England Lawn Tennis and Croquet Clubu.
Kapacita
- Centre Court – 14 971 diváků
- No. 1 Court – 11 393 diváků
- No. 2 Court – 4 060 diváků
- zbývající z 12 celkových dvorců mají kapacitu 2 000 diváků

Povrch – tráva, 100 % víceletý jílek výšky 8 mm; otevřené dvorce, Centre Court může využít zatahovací střechu
Míče – Slazenger Wimbledon Ultra Vis Hydroguard

## Distribuce bodů
Body do žebříčku ATP a WTA byly hráčům přiznány pouze v soutěžích dvouher.

|                | Zlato | Stříbro | Bronz | 4. místo | Čtvrtfinále | Osmifinále | 32 hráčů v kole | 64 hráčů v kole |
| -------------- | ----- | ------- | ----- | -------- | ----------- | ---------- | --------------- | --------------- |
| Mužská dvouhra | 750   | 450     | 340   | 270      | 135         | 70         | 35              | 5               |
| Ženská dvouhra | 685   | 470     | 340   | 260      | 175         | 95         | 55              | 1               |

## Plán turnaje
Soutěže dvouher se hrály ve formátu vyřazovacího systému se 64 hráči, což představovalo šestikolový turnaj. Mužská a ženská čtyřhra zahrnuje 32 párů a smíšená čtyřhra pak 16 párů. Poražení semifinalisté odehrají zápas o bronzovou medaili.
Všechny zápasy byly hrány na dvě vítězné sady vyjma finále mužské dvouhry, které se konalo na tři vítězné sady. Tiebreak rozhodoval všechny sety za stavu her 6–6 vyjma rozhodujících sad, v nichž se nekonal. Výjimkou byla rozhodující sada zápasů smíšené čtyřhry, v níž byl uplatněn tzv. supertiebreak, kdy zvítězil pár po dosažení 10 bodů za podmínky náskoku alespoň dvou míčů.

### Harmonogram
| Datum           | 28. července | 29. července | 30. července | 31. července | 1. srpna   | 2. srpna    | 3. srpna   | 4. srpna          | 5. srpna          |
| Zahájení        | 11:30        | 11:30        | 11:30        | 11:30        | 11:30      | 11:30       | 12:00      | 12:00             | 12:00             |
| --------------- | ------------ | ------------ | ------------ | ------------ | ---------- | ----------- | ---------- | ----------------- | ----------------- |
| mužská dvouhra  | 64 v kole    | 64 v kole    | 32 v kole    | 32 v kole    | osmifinále | čtvrtfinále | semifinále | —                 | o 3. místo finále |
| ženská dvouhra  | 64 v kole    | 64 v kole    | 32 v kole    | 32 v kole    | osmifinále | čtvrtfinále | semifinále | o 3. místo finále | —                 |
| mužská čtyřhra  | 32 v kole    | 32 v kole    | osmifinále   | čtvrtfinále  | —          | semifinále  | —          | o 3. místo finále | —                 |
| ženská čtyřhra  | 32 v kole    | 32 v kole    | osmifinále   | čtvrtfinále  | —          | semifinále  | —          | —                 | o 3. místo finále |
| smíšená čtyřhra | —            | —            | —            | —            | osmifinále | čtvrtfinále | semifinále | o 3. místo        | finále            |

## Divoké karty
Následující tenisté obdrželi do jednotlivých olympijských soutěží pozvání ve formě divokých karet, a to od Mezinárodní tenisové federace (ITF Invitation) nebo Mezinárodního olympijského výboru (Tripartite Commission Invitation).

### Mužská dvouhra

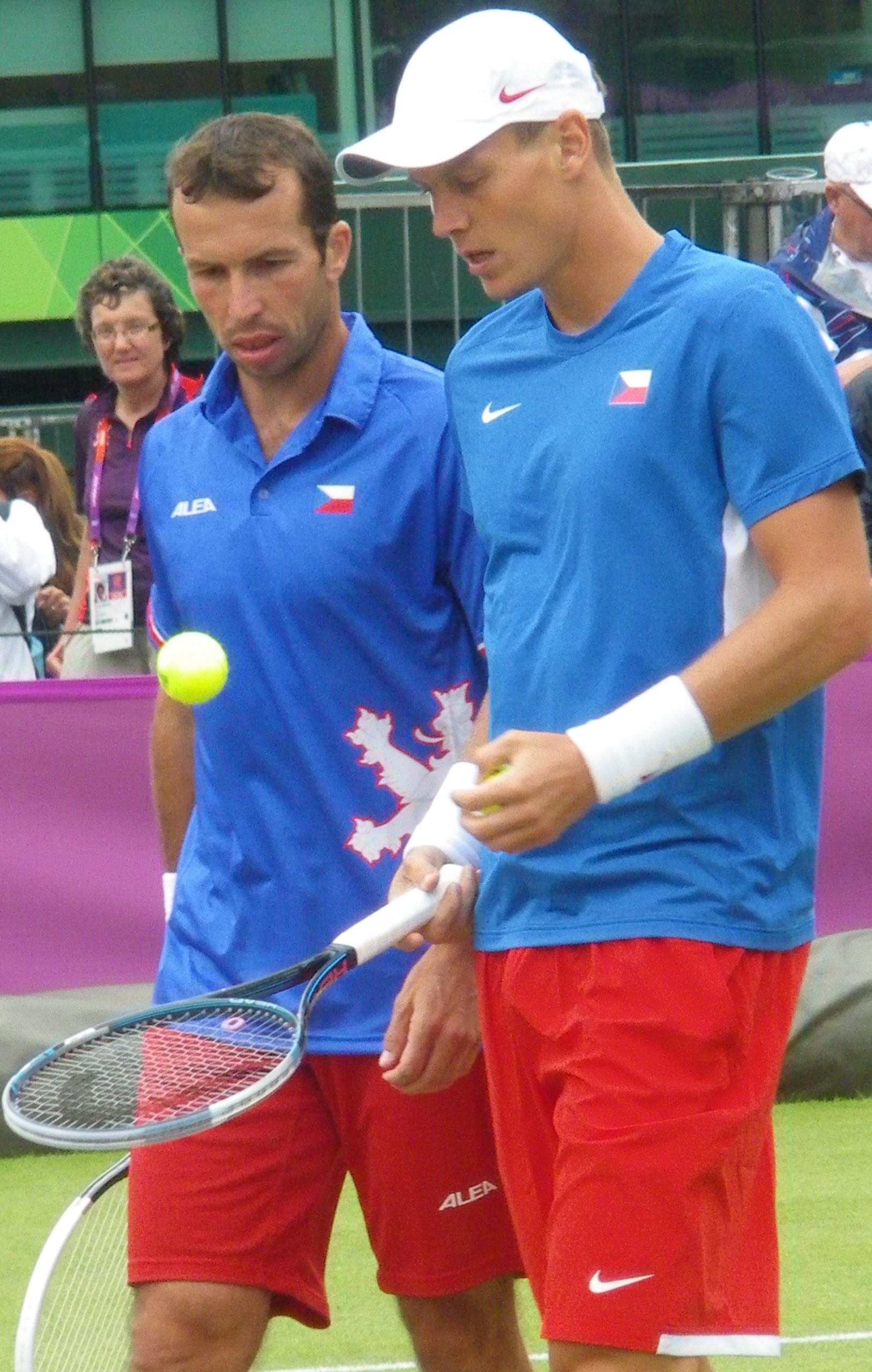
Pár Štěpánek–Berdych vypadl ve 2. kole čtyřhry

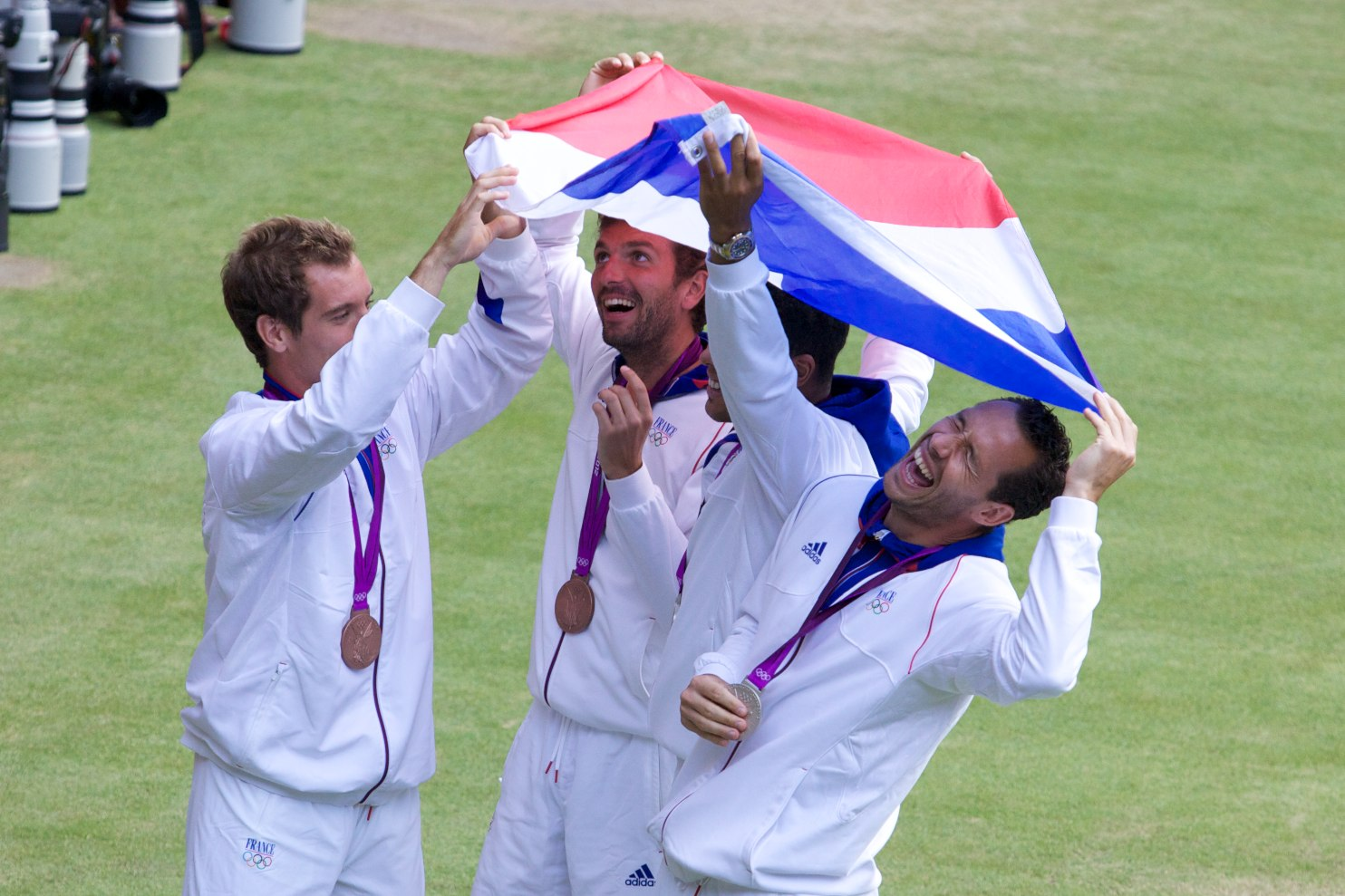
Francouzská medailová radost ze čtyřhry – stříbrní Llodra s Tsongou a bronzoví Benneteau s Gasquetem

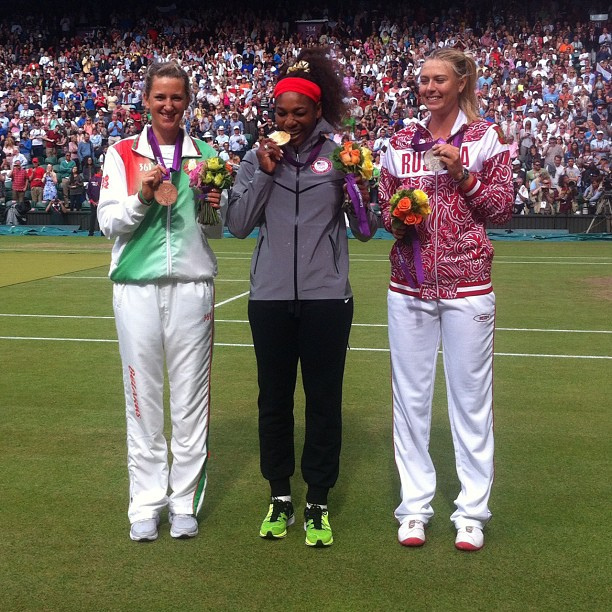
Medailistky ženské dvouhry, zleva: Viktoria Azarenková (bronz) • Serena Williamsová (zlato) • Maria Šarapovová (stříbro)

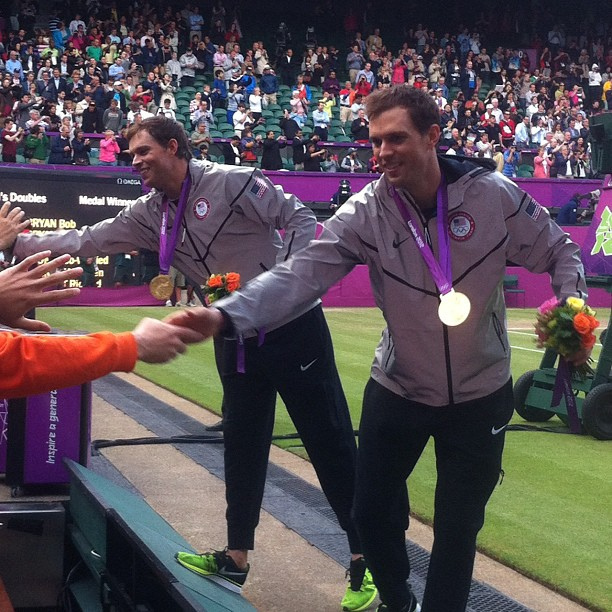
Olympijští vítězové v mužské čtyřhře Bob a Mike Bryanovi

Mezinárodní tenisová federace:
- Lleyton Hewitt (AUS)
- Thomaz Bellucci (BRA)
- Vasek Pospisil (CAN)
- Somdev Devvarman (IND)
- Adrian Ungur (ROU)
- Blaž Kavčič (SLO)
- Malek Džazírí (TUN)
- Serhij Stachovskyj (UKR)

### Ženská dvouhra
Mezinárodní tenisová federace:
- Alizé Cornetová (FRA)
- Anna Tatišviliová (GEO)
- Anne Keothavongová (GBR)
- Elena Baltachová (GBR)
- Ons Džabúrová (TUN)
- Mariana Duqueová Mariñová (COL)

Mezinárodní olympijský výbor:
- Verónica Cepedeová Roygová (PAR)
- Stephanie Vogtová (LIE)

### Mužská čtyřhra
Mezinárodní tenisová federace:
- David Nalbandian (ARG) /  Eduardo Schwank (ARG)
- Thomaz Bellucci (BRA) /  André Sá (BRA)
- Juan Sebastián Cabal (COL) /  Santiago Giraldo (COL)
- Jonatan Erlich (ISR) /  Andy Ram (ISR)
- Kei Nišikori (JPN) /  Go Soeda (JPN)
- Horia Tecău (ROU) /  Adrian Ungur (ROU)
- Nikolaj Davyděnko (RUS) /  Michail Južnyj (RUS)
- Martin Kližan (SVK) /  Lukáš Lacko (SVK)

### Ženská čtyřhra
Mezinárodní tenisová federace:
- Stéphanie Duboisová (CAN) /  Aleksandra Wozniaková (CAN)
- Čuang Ťia-žung (TPE) /  Sie Šu-wej (TPE)
- Alizé Cornetová (FRA) /  Kristina Mladenovicová (FRA)
- Margalita Čachnašviliová (GEO) /  Anna Tatišviliová (GEO)
- Laura Robsonová (GBR) /  Heather Watsonová (GBR)
- Tímea Babosová (HUN) /  Ágnes Szávayová (HUN)
- Rušmi Čakravárthíová (IND) /  Sania Mirzaová (IND)
- Anne Keothavongová (GBR) /  Elena Baltachová (GBR)

### Smíšená čtyřhra
Mezinárodní tenisová federace:
- Samantha Stosurová (AUS) /  Lleyton Hewitt (AUS)
- Laura Robsonová (GBR) /  Andy Murray (GBR)
- Jelena Vesninová (RUS) /  Michail Južnyj (RUS)
- Sofia Arvidssonová (SWE) /  Robert Lindstedt (SWE)

## Čeští reprezentanti
Muži
- Tomáš Berdych – dvouhra[16]
- Radek Štěpánek – dvouhra[16]
- Tomáš Berdych / Radek Štěpánek – čtyřhra[16]

Ženy
- Petra Cetkovská – dvouhra[16]
- Petra Kvitová – dvouhra[16]
- Lucie Šafářová – dvouhra[16]
- Klára Zakopalová – dvouhra[16]
- Petra Cetkovská / Lucie Šafářová – čtyřhra[16]
- Andrea Hlaváčková / Lucie Hradecká – čtyřhra[16]

Smíšená soutěž
- Radek Štěpánek / Lucie Hradecká (nahradila Petru Kvitovou – zdravotní problémy, natažený břišní sval) – smíšená čtyřhra[16]

## Tenisté podle země
Tabulka uvádí počet tenistů z jednotlivých zemí, startujících na Hrách XXX. olympiády v Londýně.
| Země                   | Muži    | Muži    | Ženy    | Ženy    | Mix | Celkem |
| Země                   | Dvouhra | Čtyřhra | Dvouhra | Čtyřhra | Mix | Celkem |
| ---------------------- | ------- | ------- | ------- | ------- | --- | ------ |
| Argentina              | 4       | 2(1)    | 0       | 2(2)    | 2   | 7      |
| Austrálie              | 2       | 0       | 1       | 4(3)    | 2   | 6      |
| Rakousko               | 1       | 2(1)    | 1       | 0       | 0   | 3      |
| Bělorusko              | 0       | 2(2)    | 1       | 0       | 2   | 3      |
| Belgie                 | 3       | 0       | 2       | 0       | 0   | 5      |
| Brazílie               | 1       | 4(3)    | 0       | 0       | 0   | 4      |
| Bulharsko              | 1       | 0       | 1       | 0       | 0   | 2      |
| Kanada                 | 2       | 2(1)    | 1       | 2(1)    | 0   | 5      |
| Čína                   | 0       | 0       | 3       | 4(1)    | 0   | 4      |
| Tchaj-wan              | 1       | 0       | 1       | 2(1)    | 0   | 3      |
| Kolumbie               | 2       | 2(1)    | 1       | 0       | 0   | 4      |
| Chorvatsko             | 2       | 2(0)    | 0       | 0       | 0   | 2      |
| Kypr                   | 1       | 0       | 0       | 0       | 0   | 1      |
| Česko                  | 2       | 2(0)    | 4       | 4(2)    | 2   | 8      |
| Dánsko                 | 0       | 0       | 1       | 0       | 0   | 1      |
| Finsko                 | 1       | 0       | 0       | 0       | 0   | 1      |
| Francie                | 4       | 4(1)    | 1       | 2(1)    | 0   | 7      |
| Gruzie                 | 0       | 0       | 1       | 2(1)    | 0   | 2      |
| Německo                | 2       | 2(1)    | 4       | 4(1)    | 4   | 8      |
| Velká Británie         | 1       | 4(3)    | 4       | 4(0)    | 2   | 8      |
| Maďarsko               | 0       | 0       | 2       | 2(0)    | 0   | 2      |
| Indie                  | 2       | 4(4)    | 0       | 2(2)    | 2   | 7      |
| Izrael                 | 0       | 2(2)    | 1       | 0       | 0   | 3      |
| Itálie                 | 2       | 2(1)    | 4       | 4(0)    | 4   | 7      |
| Japonsko               | 3       | 2(0)    | 0       | 0       | 0   | 3      |
| Kazachstán             | 1       | 0       | 2       | 2(0)    | 0   | 3      |
| Lichtenštejnsko        | 0       | 0       | 1       | 0       | 0   | 1      |
| Lucembursko            | 1       | 0       | 0       | 0       | 0   | 1      |
| Nizozemsko             | 1       | 2(1)    | 0       | 0       | 0   | 2      |
| Nový Zéland            | 0       | 0       | 1       | 0       | 0   | 1      |
| Paraguay               | 0       | 0       | 1       | 0       | 0   | 1      |
| Polsko                 | 1       | 2(2)    | 2       | 4(2)    | 2   | 7      |
| Rumunsko               | 1       | 2(1)    | 3       | 2(0)    | 0   | 5      |
| Rusko                  | 4       | 2(0)    | 4       | 4(2)    | 2   | 10     |
| Srbsko                 | 3       | 4(1)    | 2       | 0       | 2   | 6      |
| Slovensko              | 2       | 2(0)    | 2       | 2(0)    | 0   | 4      |
| Slovinsko              | 1       | 0       | 1       | 2(2)    | 0   | 4      |
| Španělsko              | 4       | 4(2)    | 4       | 4(2)    | 0   | 12     |
| Švédsko                | 0       | 2(2)    | 1       | 0       | 2   | 3      |
| Švýcarsko              | 2       | 2(0)    | 0       | 0       | 0   | 2      |
| Tunisko                | 1       | 0       | 1       | 0       | 0   | 2      |
| Ukrajina               | 1       | 0       | 1       | 0       | 0   | 2      |
| Spojené státy americké | 4       | 4(2)    | 4       | 4(2)    | 4   | 12     |
| Uzbekistán             | 1       | 0       | 0       | 0       | 0   | 1      |
| Celkem: 44 NOV         | 64      | 64(32)  | 64      | 62(25)  | 32  | 185    |

Poznámky
- (x) – číslo v závorce udává počet tenistů startujících pouze v soutěži čtyřhry